# Juvincourt-et-Damary
Juvincourt-et-Damary é uma comuna francesa na região administrativa de Altos da França, no departamento de Aisne. Estende-se por uma área de 29,82 km². Em 2010 a comuna tinha 612 habitantes (densidade: 20,5 hab./km²).